# Industria Argentina Vehículos de Avanzada
La  Industria Argentina de Vehículos de Avanzada (IAVA), fue una empresa creada por el grupo de concesionarios Fiat en la República Argentina.
El objetivo de tal nacimiento fue proporcionarle a la industria argentina un vehículo de mayores prestaciones y más potente que el Fiat 128 producido hasta el momento. La filosofía fue utilizar la plataforma de este novedoso automóvil, basado en un motor de 1100 cm³ de cilindrada ubicado en forma transversal. Así, IAVA ofreció además de las innovaciones de potencia, más confort y elegancia deportiva, e incluso accesorios de aerodinámica.
Cabe destacar que IAVA también realizó sus versiones sobre el Fiat 147 al que denominó Fiat 147 Sorpasso, el cual se destacó por ser el auto nacional más rápido de la época. Sobre el Fiat 133 desarrolló dos versiones: Fiat 133 IAVA y Fiat 133 Top.
Creó un buggy llamado Kikito Buggy del cual se produjeron menos de 25 unidades, 2 prototipos tipo berlinetta, un motor para lanchas sobre una estructura SSB y un prototipo para la firma Mara. Además, realizó un motor para equipar a un vehículo de fórmula nacional.
IAVA presentó su quiebra formal en 1985.

## Historia y desarrollo
Los inicios de la década de 1970 marcarían un hito en la historia de los vehículos deportivos en la Argentina, nacía la Industria Argentina de Vehículos de Avanzada, como una idea de FIAT para el desarrollo de unidades deportivas sobre la base del modelo 128. 
Domiciliada en la avenida Fondo de la Legua al 2200, en la localidad de Martínez, Provincia de Buenos Aires, y con el ingeniero Juan Carlos Fisanotti como responsable técnico, la I.A.V.A. comienza su trabajo con el 128 IAVA 1100, caracterizado por sus asientos con respaldo inflable. 
Las modificaciones no sólo alcanzaban el interior del vehículo (en donde los asientos, el tablero y el volante eran las estrellas) sino también el exterior y la mecánica. El motor alcanzaba los 71 HP, tenía suspensión deportiva, frenos mejorados, pintura de colores vivos, con logos y franjas. 
FIAT 1300 TV
Fue una versión posterior, que obtenía 102 HP a partir de un motor de 1300 cc. Con un peso de 850 kg, podía acelerar de 0 a 100 km/h en menos de 10 segundos, y llegaba hasta los 170 km/h. Esta tecnología permitía que los IAVA tuvieran una relación potencia/cilindrada de 79,13 CV/litro, comparado con los 70,17 CV/litro de un Fiat 131 Abarth Rally o los 72,84 CV/litro de una Ferrari 512 BB.
Fiat 128 IAVA TV 1100 (1971/1973) 
Se diferenciaba respecto del 128 estándar por una modificación en la alimentación del motor (traía un carburador Weber IDF 13 40/40), una admisión y árbol de levas adaptados especialmente por IAVA. Este modelo desarrollaba una potencia de 71 HP y alcanzaba una velocidad máxima superior a los 160 km/h, algo prácticamente imposible para un automóvil de la época equipado con un motor de 1100 cc. Un punto para destacar era el sonido que emitía su motor a través de su escape, compuesto por un múltiple y cola diseñados por IAVA. El interior de este vehículo contaba con instrumental de carácter deportivo, incluyendo cuenta vueltas que indicaba desde las 3000 rpm hasta las 10000 rpm, odómetros parcial y total, termómetro de agua y aceite del motor, manómetro de presión del aceite y nivel de combustible. El volante que poseía este modelo tenía un centro hexagonal con el escudo de IAVA en el centro. En el modelo de 1971. los brazos, en forma de «X», tenían en cada uno tres perforaciones hexagonales que hacían juego con la masa. En los modelos 72 y 73 el volante tenía forma de «K». La butaca del conductor era completamente distinta a la del acompañante, ésta traía una vejiga que mediante una válvula se inflaba hasta lograr la posición que conforme al piloto. El diseño exterior presentaba un aspecto muy deportivo, sus once franjas entrecortadas en el capó y los zócalos le daban una apariencia agresiva. Todos estos detalles hicieron que este auto fuera tan especial, sobresaliendo entre los de la época. 
Fiat IAVA 128 TV 1300 Franja Ancha (1974/77)
Este modelo fue el primero equipado con la mecánica de 1300 cc modificada por IAVA. La alimentación no era la misma del IAVA 1100 cc, ya que venía equipado con un carburador Solex 34/34 con apertura simultánea de las mariposas, cebador y bomba de aceleración. El múltiple de admisión también era diseñando para este modelo por IAVA. El árbol de levas era el símbolo de la mecánica de avanzada, ya que tenía mayor el cruce y alzada. De esta manera se conseguía una respuesta más potente del motor. El interior de este modelo traía un instrumental que incluía odómetros parcial y total, nivel de combustible, termómetro de agua y aceite del motor, cuentavueltas y manómetro de presión de aceite. El volante tuvo dos diseños: de tres y de cuatro rayos con 34 cm de diámetro, revestido en cuero al igual que la palanca de cambios. El diseño exterior del vehículo caracteriza por tener una franja entrecortada en cada lateral, a la altura de las manijas de puerta.
Fiat IAVA Doble Línea (1977/1978) 
Este modelo de IAVA fue el último fabricado sobre la base del 128 L. Se fabricó poco más de un año ya que IAVA empezaría a mediados de 1978 a lanzar la versión modificada del nuevo Fiat 128 Europa. Este modelo de doble línea presenta unas modificaciones con respecto al modelo anterior (Franja Ancha):
- En la parte externa del vehículo presenta dos líneas que cruzan sus laterales de punta a punta, cada línea lleva un color distinto.
- En su interior algunos de los primeros traían el mismo instrumental que el modelo de franja gruesa, éstos fueron los fabricados a principios del año 1977. El mismo modelo fabricado a mediados de 1977/1978 presenta una modificación en el instrumental ya que traía el instrumental que vendría de fábrica con el IAVA TV 1300 Europa.
- Algunos de los IAVA de Doble Línea poseían tapizado de cuerina negra.
- Este modelo no presenta modificaciones mecánicas con respecto al modelo anterior.

Fiat IAVA 100 HP 3 Líneas (1977/1978) 
Versión fabricada por la empresa con la línea del 128 L, muy similar al de doble línea pero de mayor potencia. Con algunas modificaciones mecánicas. En su interior uno de los cambios a destacar es la butaca que tiene un aspecto más deportivo pero bastante incómoda para el uso en ciudad. El diseño exterior se diferencia por tener tres líneas pegadas de color oscuro a claro. 
Fiat IAVA TV 1300 Europa (1978/1982) 
Fue el último modelo que lanzó IAVA con el 128. Es el modelo que más repercusión tuvo. Se fabricó a mediados de 1978 hasta el año 1981. En la parte exterior presenta una línea que cruza de punta a punta todo el vehículo con una insignia pintada dentro de la misma línea (TV 1300). Esta franja era pintada en degradé de un color más oscuro a un color más claro hacia adelante. Estaba equipado con un spoiler delantero con dos faros rompeniebla, que le da un aspecto más deportivo. En su interior presentaba un tapizado cuadrillé en el centro de la butaca, y en los laterales de cuerina negra, terminación exclusiva para este modelo. Fue fabricado con dos versiones de motor: de 88 y 102 HP, ambos con 1300 cm3 de cilindrada.